# Най-добър футболист на България за XX век
Най-добър футболист на България за 20 век е класация на вестник „Нощен труд“, подреждаща по популярност български футболисти, играли в периода 1900-1999 г. За изготвянето са проведени три отделни анкети: сред футболни специалисти, известни личности и футболни фенове. В крайна сметка е взето решение трите класации да останат отделни, като за официална се смята тази, в която футболистите са подредени от футболните специалисти. Но и в трите анкети победител е Георги Аспарухов, който е провъзгласен за Най-добър футболист на България за 20 век.
Официалната церемония по оповестяването на резултатите и връчването на наградите е проведена в Националния дворец на културата в София на 25 март 1999 г.

## Класация според футболни специалисти
Подреждането, направено след анкети на футболни специалисти, е прието от организаторите за официалната класация. В допитването взимат участие над 400 футболни треньори, играчи и журналисти. Те нареждат челната десетка по следния начин:
| Място | Име              | Точки |
| ----- | ---------------- | ----- |
| 1     | Георги Аспарухов | 3398  |
| 2     | Христо Стоичков  | 3325  |
| 3     | Христо Бонев     | 1664  |
| 4     | Димитър Якимов   | 1578  |
| 5     | Красимир Балъков | 1408  |
| 6     | Никола Котков    | 818   |
| 7     | Иван Колев       | 764   |
| 8     | Димитър Пенев    | 730   |
| 9     | Емил Костадинов  | 643   |
| 10    | Наско Сираков    | 575   |

## Класация според известни личности
След допитване, направено сред 79 т.нар. български VIP персони (интелектуалци, артисти, певци и др.), първите две места изглеждат по следния начин:
| Място | Име              | Точки |
| ----- | ---------------- | ----- |
| 1     | Георги Аспарухов | 725   |
| 2     | Христо Стоичков  | 581   |

## Класация според футболни фенове
Освен по двете проведени анкети с предварително подбрани респонденти, организаторите съставят класация и според гласовете на футболни фенове, изпратили попълнени талони от вестника със своите десетки. Над 5000 души взимат участие, подреждайки своя класация:
| Място | Име               | Точки  |
| ----- | ----------------- | ------ |
| 1     | Георги Аспарухов  | 18 535 |
| 2     | Христо Стоичков   | 16 532 |
| 3     | Димитър Якимов    | 9810   |
| 4     | Никола Котков     | 9416   |
| 5     | Красимир Балъков  | 7582   |
| 6     | Христо Бонев      | 6964   |
| 7     | Георги Соколов    | 5316   |
| 8     | Наско Сираков     | 5301   |
| 9     | Борислав Михайлов | 4212   |
| 10    | Емил Костадинов   | 4160   |

## Отрицателни реакции
Победата на Георги Аспарухов, бивш футболист на Левски (София), и в трите класации не е приета от ръководството, футболистите и привържениците на ЦСКА (София). Те неофициално бойкотират класацията като не се явяват в залата при оповестяването на резултатите. От класираните в челните десетки бивши футболисти на ЦСКА наградата си получава лично единствено Димитър Якимов.
Много хора оспорват начина, по който е организирана анкетата, и методите, по които са избирани участниците в нея. Някои са на мнение, че подобна класация няма как да бъде представителна заради големия период от време, който тя обхваща, и несъпоставимостта на футболистите от различните епохи (Георги Аспарухов е играл в периода 1960-71 г., а Стоичков е все още действащ футболист когато е проведена анкетата през 1999 г.).